# Risieri Frondizi
Risieri Frondizi (20 de novembro de 1910, Posadas, Província de Misiones—1985) foi um filósofo e antropólogo argentino, tendo sido também reitor da Universidade de Buenos Aires.

## História
Risieri Frondizi era filho de imigrantes italianos e teve dez irmãos, entre eles o presidente da república Arturo Frondizi e o sociólogo Silvio Frondizi.
Foi professor de filosofia no Instituto Nacional del Profesorado de Buenos Aires em 1935. Pouco depois, ganhou uma bolsa para estudar na Universidade de Harvard onde teve como mestres Alfred North Whitehead, C.I. Lewis, R.B. Perry, W. Köhler, William Hicking, entre outros.
En 1937, Frondizi foi um dos fundadores da Faculdade de Filosofia e Letras da Universidad Nacional de Tucumán, a qual dirigiu até 1946.
Em 1943 e 1944 estudou na Universidade de Michigan, em Ann Arbor, recebendo uma importante influência dos filósofos Roy Wood Sellars e Dewitt H. Parker. Em 1950 obteve seu doutorado em filosofia na Universidad Nacional Autónoma de México.